# Herpsilochmus dugandi
A Herpsilochmus dugandi a madarak osztályának verébalakúak (Passeriformes) rendjébe és a hangyászmadárfélék (Thamnophilidae) családjába tartozó faj.

## Rendszerezése
A fajt Rodolphe Meyer de Schauensee amerikai ornitológus írta le 1945-ben. Tudományos nevét Armando Dugand kolumbiai ornitológus tiszteletére kapta.

## Előfordulása
Dél-Amerika északnyugati részén, Kolumbia, Ecuador és Peru területén honos. A természetes élőhelye a szubtrópusi vagy trópusi síkvidéki esőerdők. Állandó, nem vonuló faj.

## Megjelenése
Testhossza 10,5–11,5 centiméter, testtömege 9,3–11,3 gramm.

## Életmódja
Kevésbé ismert, valószínűleg rovarokkal táplálkozik.

## Külső hivatkozások
- Képek az interneten a fajról
- Xeno-canto.org